# Apertium
Apertium é um sistema de tradução automática que foi desenvolvido com o financiamento conjunto dos governos espanhol e catalão na Universidade de Alicante. O sistema Apertium estava originalmente projetado para traduzir entre línguas relacionadas, ainda que recentemente lhe tenha sido acrescentada maior capacidade sintática para poder tratar pares linguísticos mais afastados. É um software livre, publicado sob os termos da licença GNU GPL. Os dados linguísticos têm licença GNU GPL ou Creative Commons.
Encontram-se atualmente disponíveis dados para os seguintes pares de línguas em versão estável:
- espanhol-catalão
- espanhol-esperanto
- espanhol-basco
- espanhol-francês
- espanhol-galego
- espanhol-inglês
- espanhol-occitano
- espanhol-português
- espanhol-romeno

- catalão-esperanto
- catalão-francês
- catalão-inglês
- catalão-occitano
- catalão-português

- galego-inglês
- galego-português

- inglês-esperanto
- inglês-galês

- francês-bretão

Que podem descarregar-se da página SourceForge do projeto Apertium.
O sistema de tradução pode ser experimentado igualmente em apertium.org.